# Donja Mravica
Donja Mravica (cyr. Доња Мравица) – wieś w Bośni i Hercegowinie, w Republice Serbskiej, w gminie Prnjavor. W 2013 roku liczyła 386 mieszkańców.